# Калмыковский (Кемеровская область)
Калмыковский — посёлок в Новокузнецком районе Кемеровской области. Входит в состав Сосновского сельского поселения.

## География
Центральная часть населённого пункта расположена на высоте 422 метров над уровнем моря.

## Население
По данным Всероссийской переписи населения 2010 года, в посёлке Калмыковский проживает 12 человек (11 мужчин, 1 женщина).